# Даскалояннис
Иоа́ннис Вла́хос (греч. Ιωάννης Βλάχος), более известный как Даскалояннис (Δασκαλογιάννης) (ум. 17 июня 1771 года) — предводитель восстания на острове Крит, ставшего частью Пелопоннесского восстания против владычества Османской империи.

## Биография
Иоаннис Влахос родился в деревне Анополис на острове Крит в 1722 или 1730 году. Его отец, богатый судовладелец, послал его на обучение за рубеж. Поскольку Иоаннис получил хорошее образование его стали называть «Даскалос» (греч. δάσκαλος — учитель) или полностью Даскалояннис. В архивных документах, датируемых началом 1750 года, он упоминается как служащий города и председатель области Сфакия, и как владелец 4 торговых судов.
В начале 1770 года он вступил в контакт с агентами Российской империи, которые надеялись спровоцировать восстание среди греческих субъектов Османской империи. Уверенный в поддержке Российской империи Даскалояннис согласился финансировать и организовать восстание в Сфакии против турецких властей.
Однако русский флот в Эгейском море под командованием графа А. Г. Орлова не появился на Крите, и восстание таким образом осталось на произвол судьбы. Восстание началось 25 марта 1770 года поднятием греческого флага на церкви Святого Георгия в  Анаполисе, и в течение короткого времени некоторые части Крита имели все атрибуты независимого государства, в том числе собственные монеты, отчеканенные в пещере близ горы Сфакион. Однако восстание не распространилось на низменные части острова, и без поддержки извне было жестоко подавлено превосходящими силами турецких войск, которые легко победили около 1300 повстанцев. Область Сфакия впервые оказалась полностью под контролем турецких войск. Даскалояннис и 70 его соратников сдались в замке Франгокастелло у горы Сфакион. По указанию паши Кандии (Ираклиона), Даскалояннис был подвергнут пыткам — с него заживо содрали кожу — и казнен 17 июня 1771 года.
Как говорят, Даскалояннис вынес все это достойно в полном молчании.

## Память
Судьба Даскалоянниса была увековечена в нескольких народных сказаниях и песнях. Наиболее известной является знаменитая эпическая баллада Барба-Пандзельоса (Μπάρμπα-Παντζελιός), бедного сыродела из Муриона (Μουρίον), созданная в 1786 году:

Они приезжают на Франгокастелло и сдаются паше,

и он отдает приказ разоружить их сразу.

Все они были разоружены и неловко,

Тотчас они почувствовали, что они никогда не вернутся домой.
Оригинальный текст (греч.)Φτάνουν στο Φραγκοκάστελο και στον πασά ποσώνου,

κι εκείνος δούδει τ' όρντινο κι ευτύς τσοι ξαρματώνου.

Ούλους τσοι ξαρματώσασι και τσοι μπισταγκωνίζου

και τότες δα το νιώσασι πως δεν ξαναγυρίζου.

Международный аэропорт «Иоаннис Даскалояннис» в Ханье носит его имя.